# Igouadaren
Els igouadaren són una tribu tuareg antigament sotmesa als aouellimiden; ocupen les dues ribes del riu Níger de Rhergo a Bamba i a l'Aribinda. Els altres tuaregs els van considerar fins fa pocs anys com enemics perquè als llarg dels segles s'havien unit a invasors en contra dels locals. Avui dia viuen dels seus ramats però antigament hi afegien també el saqueig. Tenen autoritat sobre alguna tribu menor com els Kel-Oulli.